# Triler
 Ovo je glavno značenje pojma Triler. Za druga značenja pogledajte Triler (razdvojba).
Triler (eng. thriller) je široki žanr koji obuhvaća film, književnost i televiziju. Triler karakteriziraju dinamika, neprestana akcija i vješti junaci koji moraju osujetiti planove moćnijih i bolje opremljenih zlikovaca. Često se koriste književna sredstva kao što su napetost, skretanje pozornosti i napeti završetci.

## Karakteristike
Trileri se često u potpunosti ili djelomično odvijaju u egzotičnim okruženjima kao što su strani gradovi, pustinje, polarne regije ili otvoreno more. Junaci trilera obično su "čvrsti muškarci" naviknuti na opasnost: policajci, špijuni, vojnici, mornari ili avijatičari. No, oni mogu biti i obični građani koji su se slučajno našli u opasnosti. Dok su junaci obično bili muškarci, i žene sve više postaju glavne junakinje.
Trileri se često preklapaju s misterioznim pričama, ali se odlikuju strukturom svojih priča. U trileru, junak mora poremetiti planove neprijatelja, a ne riješiti zločin koji se već dogodio. Trileri se često javljaju na mnogo višoj razini: zločini koji se moraju spriječiti su serijska ili masovna ubojstva, terorizam, atentati ili zbacivanja vlada. Izazov i nasilne konfrontacije su standardni elementi priče. Dok je vrhunac misterije kad se ona riješi, vrhunac trilera je kad junak konačno porazi zlikovca, spašavajući vlastiti život, a često i živote drugih. U trilerima nadahnutima film noirom i tragedijama, kompromitirani junak obično pogiba tijekom svog pothvata.
U posljednjim godinama, kad na trilere iznimno utječu horori u popualrnoj kulturi, kobni ili monstrouzni element postaje uobičajen kako bi se podigla napetost. Čudovište može biti bilo što, čak i inferiorna fizička snaga koju superiornom čini samo inteligencija (Slagalica strave), nadnaravno biće (Drakula, Christine, Amityville Horror, Krug), izvanzemaljci (Cthulhu mitovi Howarda Phillipsa Lovecrafta), serijske ubojice (Noć vještica, Petak 13., Teksaški masakr motornom pilom i Psiho), ili čak mikrobi ili kemijski agensi (Koliba straha, Posljednji čovjek na zemlji, 28 dana kasnije). Neki pisci postali su poznati inkorporirajući sve ove elemente (Richard Laymon, F. Paul Wilson).
Slične odlike odvajaju triler od drugih sličnih žanrova: pustolovna, špijunska, pravosudna, ratna, pomorska fikcija itd. Trileri nisu prepoznatljivi po svojem sadržaju nego pristupu tom sadržaju. Mnogi trileri govore o špijunima i špijunaži, ali nisu sve špijunske priče trileri. Špijunski romani Johna Le Carréa, na primjer, eksplicitno i namjerno odbijaju konvencije trilera. Protivno tome, mnogi trileri prelaze u žanrove koji su tradicionalno imali nekoliko ili nijedan element trilera. Alistair MacLean, Hammond Innes i Brian Callison najbolje su poznati po svojim trilerima, ali su dokazani pisci pomorskih priča (čovjek protiv prirode).
Trileri se mogu definirati po primarnom ugođaju koji stvaraju: uzbuđenju. Ukratko, ako 'uzbuđuje' ('thrill'), onda je triler.

## Podžanrovi
Žanr trilera obuhvaća sljedeće podžanrove, koji opet mogu obuhvaćati elemente drugih žanrova:
- Akcijski triler - U kojem radnja često govori o utrci s vremenom, sadrži puno nasilja te očitog negativca. Ovi filmovi obično uključuju veliki broj oružja, eksplozija i velike zaplete koji stvaraju podlogu za akciju. Ovi filmovi imaju elemente misterioznih i kriminalističkih filmova, ali oni ustupaju mjesto akciji. Najbolji primjeri su filmovi o Jamesu Bondu, Transporter i romani i filmovi o Jasonu Bourneu.
- Trileri urote - U kojima se heroj/heroina suprotstavlja velikoj, moćnoj grupi neprijatelja čiju urotu prepoznaju samo on/ona. Chancellorov rukopis i Akvitanska zavjera Roberta Ludluma spadaju u ovu kategoriju, kao i filmovi kao što su Tri kondorova dana i JFK.
- Kriminalistički triler - Ovaj žanr je spoj kriminalističkih filmova i trilera koji prikazuje napetu priču o uspješnom ili propalom zločinu ili zločinima. Ovi filmovi obično se fokusiraju na kriminalca(e), a ne na policajce. Kriminalistički trileri obično naglašavaju akciju na račun psiholoških aspekata. Središnje teme ovih filmova su ubojstva, pljačke, potjere, obračuni i prijevare. Neki od najboljih primjera su filmovi Uzaludna pljačka, Sedam, Reservoir Dogs, Insider i Džungla na asfaltu.
- Triler katastrofe - U kojima se glavni sukob događa zbog neke prirodne ili umjetne katastrofe, kao što su poplave, potresi, uragani, vulkani itd., ili nuklearne katastrofe od umjetnih katastrofa. Neki od primjera su Olujno nevrijeme Carla Hiaasena, Tremor Winstona Grahama i film Potres iz 1974.
- Dramski triler - U kojem se priča sastoji od elemenata trilera i dramskog filma. Ovi su filmovi sporijeg ritma, a karakteriziraju ih kompleksnost junaka uz preokrete u priči. Primjeri su Iluzionist, Prevoditeljica i Prestiž.
- Eko-triler - U kojem protagonist mora spriječiti ili ispraviti ekološku ili biološku opasnost - uz što se često suočava s uobičajenim tipovima neprijatelja ili prepreka prisutnih u drugim žanrovima trilera. Ova ekološka komponenta često uobličava središnju poruku ili temu priče. Primjeri su Petlja Nicolasa Evansa, Echoes in the Blue C. Georgea Mullera i Slonova pjesma Wilbura Smitha, od kojih svaki ističu stvarne ekološke probleme. Futuristički eko-trileri su SF žanr koji nudi ideje koje će se ili bi se mogle dogoditi, a primjeri su djela Kim Stanley i Iana Irvinea.
- Erotski triler - Koji se sastoji od erotike i trilera. Postao je popularan u osamdesetima popularizacijom video tržišta. Žanr obuhvaća filmove kao što su Sirove strasti, Fatalna privlačnost, Tražeći g. Goodbara i In the Cut.
- Horor triler - U kojem je sukob između glavnih junaka mentalni, emocionalni i fizički. Primjeri iz nedavne prošlosti su serijal Slagalica strave i 28 dana kasnije Dannyja Boylea. Ono što odvaja horor triler je glavni element straha tijekom cijele priče. Glavni lik(ovi) ne samo da se suprotstavljaju nadmoćnoj sili, nego su ili će uskoro i sami postati žrtve i izravno osjetiti strah koji dolazi privlačenjem pozornosti čudovišta. Drugi dobro poznati primjeri su Psiho Alfreda Hitchcocka i Kad jaganjci utihnu Thomasa Harrisa.
- Sudski triler - U kojem se odvjetnik-heroj/heroina sukobljava s neprijateljem izvan, ali i unutar sudnice te su u opasnosti da izgube ne samo slučaj, i nego i vlastite živote. Slučaj Pelikan Johna Grishama je dobar primjer ovog tipa.
- Medicinski triler - U kojem su heroji/heroine liječnici ili medicinsko osoblje koji rade na rješavanju raširenog medicinskog problema. Robin Cook, Tess Gerritsen, Michael Crichton i Gary Braver su naširoko poznati pisci ovog podžanra. Filmovi kao što je Awake su dobri primjeri medicinskih trilera.
- Politički triler - U kojem heroj/heroina mora osigurati stabilnost vlade koja ga/ju zapošljava. Ovaj podžanr utemeljili su uspjesi Sedam dana u svibnju (1962.) Fletchera Knebela, Dan šakala (1971.) Fredericka Forsytha i Mandžurijskog kandidata (1959.) Richarda Condona.
- Psihološki triler - U kojem se (do čestog nasilnog rješenja) sukob između glavnih junaka odvija na mentalnoj i emocionalnoj, a ne fizičkoj razini. Poznati primjeri su filmovi Alfreda Hitchcocka Sumnja, Sjenka sumnje i Stranci u vlaku te bizarni i utjecajni Plavi baršun Davida Lyncha, kao i Šesto čulo M. Nighta Shyamalana i Talentirani gospodin Ripley Patricije Highsmith.
- Špijunski triler - U kojem je junak obično vladin agent koji mora poduzeti nasilne mjere protiv agenata protivničke vlade ili (posljednjih godina) terorista. Primjeri su Iz Rusije s ljubavlju Iana Fleminga, Boorneov identitet Roberta Ludluma, te televizijske serije kao što su Nemoguća misija i 24.
- Natprirodni triler - U kojem je konflikt između glavnih junaka, od kojih jedan ima nadnaravne moći. Poznati primjeri ovog žanra su Carrie Stephena Kinga i Neslomljivi M. Nighta Shyamalana. Ovaj tip trilera kombinira napetost običnog trilera sa sastojcima horora kao što su duhovi, okultni i fizički fenomeni. U njima se izbjegavaju krvavi elementi horor filmova u korist održavanja ugođaja napetosti i nepredvidljivosti; nadnaravni trileri često prikazuju protagoniste koji se ili sukobljavaju sa zlom paranormalnom silom ili su uhvaćeni u situaciju koju naizgled kontrolira neki izvanzemaljski entitet izvan njihova domašaja.
- Tehnološki triler - Djelo koje se obično fokusira na vojnu akciju, u kojem se tehnologija (obično vojna) opisuje u detalje kako bi se čitatelju/gledatelju objasnila radnja. Žanr je definirao i popularizirao Tom Clancy sa svojim Lovom na Crveni oktobar, a općenito se smatra "ocem tehno-trilera".

Većina trilera formirana je u nekoj kombinaciji iz gornjeg popisa, s horor, urotničkim ili psihološkim trikovima koji se najčešće koriste kako bi se podigla napetost. Kombinacije su raznolike, a mogu biti:
- SF/tehno/horor trileri: Jurski park, Aliens vs. Predator
- Tehno/politički/urotnički/vojni/horor trileri: Predator, RoboCop, romani Draka S.M. Stirlinga
- Sudski/forenzički/psihološki/horor trileri: roman Kad jaganjci utihnu Thomasa Harrisa, Sedam.

## Primjeri

### Fikcija i književnost
Homerova Odiseja je jedna od najstarijih priča zapadnog svijeta te se smatra ranim prototipom trilera. Junak Odisej nalazi se na pogibeljnom putovanju kući nakon Trojanskog rata, suočavajući se s raznim nesrećama kako bi se vratio svojoj ženi Penelopi. Bori se s nemanima kao što je Kiklop, jednooki div, i sirenama, čije pjevanje mami mornare u njihove dubine. U većini slučajeva, Odisej koristi lukavštinu, a ne sirovu snagu kako bi svladao svoje neprijatelje.
Grof Monte Cristo je pustolovni osvetnički triler o čovjeku zvanom Edmond Dantes koji biva izdan od strane prijatelja i poslan u zloglasni zatvor Château d'If. Njegov jedini prijatelj je starac koji ga uči svemu, od filozofije preko matematike do mačevanja. Prije nego što je umro, starac otkriva Dantesu tajnu lokaciju velikog blaga. Ubrzo nakon toga, Dante smišlja odvažni bijeg i koristi bogatstvo kako bi se prikazao kao grof Monte Cristo. Željan osvete, počinje se osvećivati onima koji su mu uništili život.
Drakula je gotički nadnaravni triler u prvom licu (dnevnici, pisma, novinski izresci). Mladi Englez zvan Jonathan Harker putuje na Karpate kako bi se susreo s klijentom zvanim Grof Drakula. No, nakon što grof pokazuje svoje pravo lice, Harker jedva uspijeva izvući živu glavu. Grof ubrzo stiže u Englesku, donijevši sa sobom smrt i opasnost. Harker i njegovi prestravljeni prijatelji prisiljeni su se obratiti dr. Van Helsingu, koji koristi modernu znanost kako bi se suprotstavio drevnom praznovjerju.
The Riddle of the Sands, napisan 1903., "prvi moderni triler" prema Kenu Follettu, koji ga je opisao kao "pustolovni triler o dva mladića koji nailaze na njemačku armadu koja se priprema za invaziju na Englesku."
39 stepenica je triler Johna Buchana u kojem nevini mladić postaje prvoosumnjičeni u slučaju ubojstva i počne bježati od policije i neprijateljskih špijuna.
Srce tame je roman u prvom licu o čovjeku zvanom Marlowe koji putuje uz rijeku Kongo u potrazi za tajnovitim belgijskim trgovcem Kurtzom i suočava s raznim užasima. Marlowe počinje razmišljati gdje završava civilizacija, a gdje počinje barbarstvo. Danas bi se ovo moglo opisati kao psihološki triler.
Špijun koji je došao iz hladnoće Johna le Carréa smješten je u svijet hladnoratovske špijunaže te je pomogao u najavi realističnije trilerske fikcije koja se vrti oko profesionalnih špijuna i sukoba umova neprijateljskih majstora špijunaže.
Roman Bourneov identitet je jedan od prvih trilera pisan modernim stilom kakav danas poznajemo. Čovjek pogođen vatrenim oružjem pronađen je kako pluta u Sredozemnom moru. Nakon što je doveden na obalu i nakon što se oporavio, budi se s amnezijom. Odlučan u namjeri da otkrije tajne svoje prošlosti, daje se u potragu koja ga šalje u mrežu nasilja i prijevara. Zapanji se nakon što shvati kako mu se borba prsa o prsa i rukovanje oružjem čine poznatima.
Roman Prva krv općenito se smatra ocem modernog akcijskog romana. Mladi vijetnamski veteran, obolio od PTSP-a, nailazi na starijeg šerifa koji je veteran Korejskog rata. Nakon što ga šerif pokuša istjerati iz grada, počinje verzija Vijetnamskog rata u šumi, brdima i pećinama ruralnog Kentuckyja. To ne postaje samo sukob generacija, nego i sukob između konvencionalnog i gerilskog ratovanja.
Romanopisci blisko povezani s ovim žanrom su Robert Ludlum, Eric Ambler, David Morrell, Andy McNab, Frederick Forsyth, Dan Brown, James Phelan, Ted Bell, Tom Clancy, Michael Crichton, Douglas Preston, Lincoln Child, Ian Fleming, Ken Follett i Alistair MacLean.

### Film
Bourneov identitet adaptiran je u film s Mattom Damonom koji je u radnji iskoristio mnoge konvencije trilera. Iako njegovi nastavci, Bourneova nadmoć i Bourneov ultimatum, u dobroj mjeri ne prate originalne predloške, zadržani su elementi urotničkog trilera.
Mandžurijski kandidat je klasik hladnoratovske paranoje. Komunisti otimaju skupinu američkih vojnika i ispiru im mozak. Implantiraju im lažna sjećanja, zajedno s podsvjesnim okidačom koji ih u danom trenutku pretvara u ubojice. Ubrzo ih reintegriraju u američko društvo kao agente spavače. Jedan od njih, bojnik Bennett Marco, osjeća da nije sve u redu i sukobljava se s bivšim drugom, narednikom Raymondom Shawom koji je blizu toga da bude aktiviran kao ubojica.
Telefonska govornica je triler o sebičnom čovjeku kojeg poremećeni snajperist zarobi u telefonsku govornicu. Kako mu je namješteno da je ubojica svodnika, nađe se opkoljen policijom koja nema pojma o postojanju snajperista.
Ronin je napeta priča o sukobljenim odanostima. Ekipa post-hladnoratovskih plaćenika okuplja se u Francuskoj kako bi pripremila zasjedu i ukrala misterioznu aktovku. Misija polazi po zlu nakon što se ekipa sukobi među sobom. Sadržaj aktovke se ne otkriva, ali je očito nešto vrijedno ubijanja.
Drugi primjeri trilera u filmovima su Donnie Darko, Crveno oko, Sjever-sjeverozapad, Na vatrenoj liniji, Solo Voyage, Četvrti kat i Maratonac.
Neki od slavnih trilera koji su postali poznati i kao romani i kao filmovi su Dan šakala Fredericka Forstytha, Lov na Crveni oktobar i priče o Jacku Ryanu Toma Clancyja, Kad jaganjci utihnu Thomasa Harrisa i romani kao što su Jurski park i Kongo Michaela Chrichtona, te Da Vincijev kod Dana Browna.

### Predstavnici žanra trilera

#### Glumci
| - James Stewart - Raymond Chandler - Barbara Stanwyck - Clint Eastwood - Steve McQueen - Kevin Spacey - Bruce Willis - Roy Scheider - Sean Connery - Rutger Hauer - Harrison Ford - Tommy Lee Jones - Kevin Bacon - Willem Dafoe - Michael Douglas - Denzel Washington - Gene Hackman - Matt Damon - Kurt Russell | - Ed Harris - Nicole Kidman - Sharon Stone - Robert De Niro - Samuel L. Jackson - Jon Voight - Burt Reynolds - Wesley Snipes - Chow Yun-Fat - Mark Wahlberg - Al Pacino - Malcolm McDowell - Robert Redford - William Petersen - Jodie Foster - Gary Sinise - Mel Gibson - John Travolta - Charles Bronson |

#### Redatelji
| - Henri-Georges Clouzot - Alfred Hitchcock - William Friedkin - Carol Reed - Michael Mann - Ridley Scott - Neil Jordan - Robert Harmon - John Huston - Sydney Pollack - Gary Fleder - John Frankenheimer - Tony Scott - Jon Amiel - Mary Harron - Wolfgang Petersen - Brian De Palma - Christopher Nolan - David Fincher | - John McTiernan - Quentin Tarantino - Jonathan Demme - Stanley Kubrick - Paul Verhoeven - James Foley - D.J. Caruso - Gregory Hoblit - Adrian Lyne - Phillip Noyce - Braća Coen - Alan J. Pakula - Roman Polanski - Stephen Hopkins - Joel Schumacher - M. Night Shyamalan - John Boorman - Martin Scorsese - Philip Kaufman - Steven Soderbergh |

### Televizija
Postoje bar dvije televizijske serije nazvane jednostavno Triler, jedna snimljena u SAD-u u šezdesetima, a druga u Velikoj Britaniji u sedamdesetima. Iako nisu ničim povezane, obje serije sastojale su se od pojedinih nepovezanih dramskih epizoda od kojih je svaka upotrebljavala obiteljske motive žanra.
24 je dinamična televizijska serija s premisom temeljenom na ratu protiv terorizma. Svaka sezona odvija se u 24 sata, a svaka epizoda se odvija u "stvarnom vremenu". Uz upotrebu tehnike podijeljenog ekrana i sata koji otkucava, 24 prati saveznog agenta Jacka Bauera dok pokušava spriječiti terorističke prijetnje.
Izgubljeni, serija koja govori o preživjelima iz zrakoplovne nesreće, prikazuje stradalnike na otoku prisiljene suočiti se s monstruoznim bićem koje se pojavljuje u oblaku crnog dima, zavjerom "Drugih" koji su oteti ili ubijeni od strane ostalih stradalnika u raznim trenucima u vremenu, mračnom prošlošću samog otoka koju pokušavaju shvatiti, polarnim medvjedima i boriti se da jednostavno ostanu živi.
Zakon braće prati Michaela Scofielda, inženjera zatvorenog u strogo čuvanom pritvoru, u pokušajima da pomogne svom bratu, koji je osuđen na smrt zbog zločina kojeg nije počinio. U prvoj sezoni Michael se pokušava nositi s izazovima zatvorskog života, drugim zatvorenicima i stražarima. U međuvremenu provodi svoj plan za bijeg, dok izvan zatvora Michaelovi saveznici istražuju zavjeru koja je dovela do toga da su Lincolnu smjestili zločin. U drugoj sezoni, Michael, njegov brat i nekoliko drugih zatvorenika bježe iz zatvora te moraju umaknuti potjeri koja se protegla na cijelu zemlju, kao i onima koji ih žele vidjeti mrtve.
Trileri su ostvarili i skok s televizije na film, kao što je to slučaj s franšizom Nemoguća misija.